# Féodalité au Japon
 (avril 2022).
Si vous disposez d'ouvrages ou d'articles de référence ou si vous connaissez des sites web de qualité traitant du thème abordé ici, merci de compléter l'article en donnant les références utiles à sa vérifiabilité et en les liant à la section « Notes et références ».
 (octobre 2010).
Améliorez-le ou discutez des points à vérifier. 
 (octobre 2019).
La féodalité au Japon 封建制度 (Hōken-seido, système féodal) commence à l'époque de Kamakura (1183-1333) sous le règne de l'empereur Tsuchimikado entre 1198 et 1221.[réf. nécessaire] Elle se termine en 1868 à la fin de l'époque d'Edo et au début du règne de l'empereur Meiji. Son influence a duré près de sept cents ans. La féodalité est associée à des guerriers : les Samouraïs qui ont dominé la société nippone et à leurs têtes : le Shogun. Elle repose sur les premiers témoignages des Occidentaux au milieu du XVIe siècle.

## Histoire

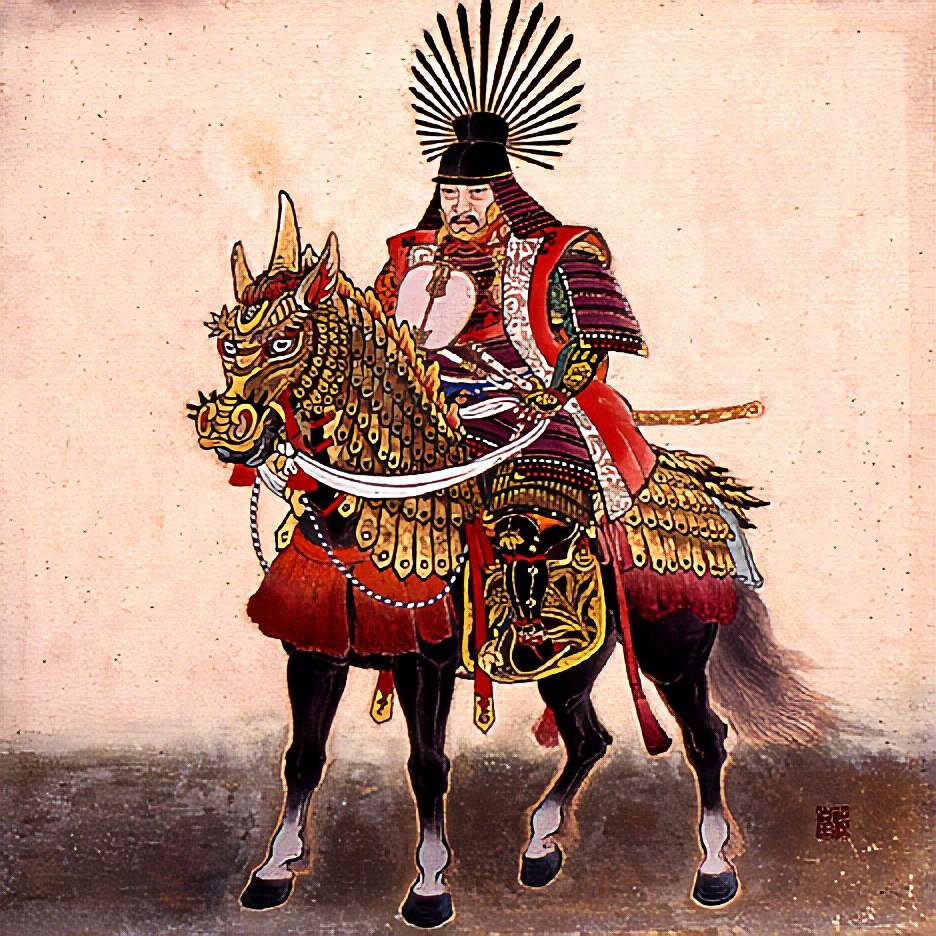
Hideyoshi sur son cheval.

### L’Ère de Kamakura (1183-1333)
Cette période est placée sous l'autorité politique du Shogunat de Kamakura et constitue la première partie du Moyen Âge qui va jusqu'à la fin du XVIe siècle[réf. souhaitée].

#### Le Shogunat de Kamakura (1185-1333)
Le clan Taira a subi une défaite durant la guerre de Genpei en 1185. Après cette guerre civile qui dura 5 ans, le victorieux Minamoto no Yoritomo usurpa le pouvoir impérial afin d'établir un gouvernement féodal à Kamakura. Les samouraïs prirent le pouvoir politique que détenait l'empereur auparavant ainsi que la cour à Kyoto. Ce n'est qu'en 1192 que Yoritomo prit le titre de seii taishogun (Shogun) généralisme. Ce système politique prit le nom de Shogunat[réf. souhaitée].

#### Le règne de l'empereur Tsuchimikado
Go-Toba monta sur le trône le 8 septembre 1183 à l'âge de 3 ans. Son frère Antoku fut contraint d'abdiquer durant la guerre civile de Gempai. En 1192, son grand-père, un empereur exilé du nom de Go-Shirakawa mourut. C'est à ce moment-là, lorsque tout danger est écarté que Yoritomo profita à forcer l'empereur de le nommer Shogun. C'est dans ce contexte que le shogunat de Kamakura fut créé. En 1198, Yoritomo fait abdiquer l'empereur en faveur de l'un des fils de ce dernier : Tsuchimikado. Le shogunat avait tous les pouvoirs  laissant à l'empereur qu'un simple pouvoir sacerdotal. C'est dans ce contexte que la féodalité se forme. A la mort de Yoritomo, Hōjō Tokimasa prit sa place. Ce dernier fut le premier shikken régent. Tsuchimikado régna jusqu'en 1210 laissant place à Juntoku[réf. nécessaire].

#### Le clan Hojo
Le clan Hōjō était une famille de samouraïs ayant dominé la politique japonaise pendant l'époque de Kamakura. Ce sont des descendants du clan Taira qui était l'un des 4 clans qui dominaient la politique japonaise à l'Ere précédente. Leur nom vient de la ville de Hojo dans la province d'Izu. Ils occupèrent une place importante dans la politique car à la suite de la mort de Yoritomo, ils se rapprochèrent des shoguns et finalement obtiennent le titre de shikken qui est donné aux régents[réf. souhaitée]. 

### La restauration de Kenmu (1333-1336)
Cette période a eu lieu entre 1333 et 1336. Elle se situe entre la chute du shogunat de Kamakura et la montée des Ashikaga shogunat quand l'empereur Go-Daigo va tenter de prendre le pouvoir afin de rétablir le contrôle impérial sur le Japon[réf. souhaitée].

#### La chute de
Après avoir subi des menaces extérieures avec les invasions mongoles, le Japon va vivre une période de menaces mais cette fois intérieures. En effet, l'empereur Go-Daigo a la volonté de restaurer la prérogative impériale. Il va donc lever une armée et en 1331 et va se révolter contre Kamakura. Les militaires de l'Ouest rejoignent la cause impériale mais un général du nom de Ashikaga Takauji rejoignit l'insurrection en 1333. Ce dernier s'empara de Kamakura et massacra la famille de Hojo[réf. souhaitée].

#### La tentative d'un possible retour à la puissance impériale
Go-Daigo de retour à Kyoto pensait rétablir les pouvoirs de l'empereur mais il fut dupé car en 1336, Ashikaga Takauji le chassa du trône aux dépens d'un membre d'une branche collatérale de la famille impériale[réf. souhaitée].

### L’époque de Muromachi (1336-1573)
Cette période s'est étendue de 1336 à 1573. Elle correspond au shogunat Ashikaga. Le nom vient d'un quartier de Kyoto où résidait le gouvernement des shoguns. En 1338, Ashikaga Takauji prit le titre de shogun que ses descendants conservèrent jusqu'en 1573 mais son shogunat ne fut jamais aussi puissant que celui de Kamakura[réf. souhaitée].

#### L'époque Namboku cho (1336-1392)
À la suite de la trahison de Ashikaga Takauji, Go-Daigo fuit avec ses partisans dans les montagnes non loin de Nara. À partir de là, il va mener avec zèle des luttes contre la famille Ashikaga. C'est le début de conflits interminables qui dureront près de 60 ans. Ce n'est qu'en 1392, qu'ils mettent un terme à leur résistance et en échange les Ashikaga leur promettent d'alterner le trône avec eux, mais ce ne fut jamais le cas et la famille de Go-Daigo fut oubliée. La même année, le troisième shogun Yoshimitsu obtint la reddition des descendants de Go-Daigo. Le pays fut en paix quelque temps[réf. souhaitée]. 

#### La guerre d'Onin (1467-1477)
C'est à partir de 1467 que le pouvoir des Ashikaga se détériora. Les causes sont l'accroissement du nombre de chevaliers qui met en doute les liens personnels de fidélité. On voit un rétablissement de l'unité nationale qui demande une mise en place de nouvelles structures politiques. Dans ce rétablissement, on voit tout d'abord la création d'unités féodales indépendantes. On voit des protecteurs militaires et des aristocrates provinciaux s'attacher une clientèle et devenir de puissants seigneurs. Ils ne cessent de s'affirmer et ils vont prendre le nom de daimyo au XVIe siècle[réf. souhaitée]. 
Avec cette montée en puissance, s'ajoute une guerre civile de 1467 à 1477 : la guerre d'Ōnin. Cette période constitue une longue lutte pour la domination individuelle des daimyo. Les différentes Maisons se battent dans le seul but de dominer le Japon. La fin de cette guerre met un terme au shogunat d'Ashikaga et le pays se retrouve divisé par les daimyos[réf. souhaitée]. 

#### L'époque Sengoku (1477-1573)
Cette deuxième partie de l'époque de Muromachi est marquée par l'affaiblissement des shoguns aux dépens des seigneurs locaux. Elle est caractérisée par de nombreux conflits militaires et changements sociaux. Elle est aussi considérée comme une transition du Japon féodal au Japon moderne. Elle est la dernière période avant la mise en place du shogunat Tokugawa. Le contexte politique est complexe car 2 cours sont en conflit : la cour du Sud qui est favorable à la domination de l'empereur et celle du Nord qui est favorable au shogunat Ashikaga. De plus, des problèmes s'ajoutent avec des révoltes paysannes. Les seigneurs s'imposent grâce aux samouraïs qui sont leurs vassaux. Les daimyos érigent des châteaux qui deviennent le symbole du pouvoir. C'est aussi dans cette période que la culture Zen se développe. On voit également l'arrivée des premiers Occidentaux[réf. souhaitée].

### L’époque Azuchi Momoyama (1573-1603)
C'est pendant cette période que trois hommes vont unifier le Japon : Oda Nobunaga, Toyotomi Hideyoshi et Tokugawa Ieyasu. Oda expulsa en 1573 le dernier shogun Ashikaga Yoshiaki hors de Kyoto. Il s'allia avec Tokugawa et tous deux remportèrent de nombreuses victoires comme en 1575 lors de la bataille de Nagashino où les mousquets furent utilisés pour la première fois. Oda mourut assassiné en 1582. C'est en 1590 que Toyotomi finit d'unifier le Japon avant de mourir en 1598. Tokugawa remporta une victoire à la bataille de Sekigahara et prit le contrôle du Japon et instaura le bakufu qui lui donna le pouvoir absolu. Il fonda une dynastie qui dura jusqu'en 1868[réf. souhaitée].

### L’Ère Edo (v1600-1868)
C'est dans cette période que la féodalité est au crépuscule de sa vie. Elle commença vers 1600 avec la prise de pouvoir de Tokugawa et se termine en 1868 avec la restauration de Meiji Trois ans après la bataille de Sekigahara, Tokugawa reçoit le titre de shogun et instaura un gouvernement militaire du nom de bakufu. Grâce à un code de 17 articles à partir de 1615, le shogun parvient à monopoliser l'ensemble des pouvoirs et il obtient de l'influence. A nouveau, l'empereur détient qu'un simple rôle religieux et spirituel. Pour avoir le contrôle des Grands du pays, le shogun créa le sankin-kōtai, un système qui contraignait les daimyo à entretenir un double train de vie et à supporter chaque année des frais de déplacements entre leurs domaines et la capitale. Cette mesure rentre en vigueur en 1635[réf. souhaitée]. Une réorganisation sociale est faite en quatre classes : 
- les guerriers bushi dans lesquels se trouvent le shogun, les daimyos et les samouraïs,  
- les paysans nommin,  
- les artisans kogyo, 
- et les marchands chonin.  
Les autres ne sont pas codifiés mais ils n'échappent guère au contrôle shogunal[réf. souhaitée]. 

#### Sakoku(1650-1858)
Le Japon va subir une politique d'isolement. En effet, le shogunat Tokugawa refuse toute influence occidentale et désire contrôler le commerce. Il expulsa des missionnaires chrétiens, interdit l'entrée et les sorties du territoires, expulse les résidents et les marchands étrangers et ferma les ports aux navires étrangers. Cette politique fut nommée sakoku. En 1853, l'arrivée des Américains, menés par Matthew Perry, ébranle cette politique. En 1858, la signature des traités Ansei met fin au sakoku. Cette ouverture va favoriser l'abdication du dernier shogun et la restauration du pouvoir impérial en 1868, ouvrant l'ère Meiji. La période qui suivit le sakoku se nomme Bakumatsu. Le système féodal est aboli et la société japonaise se modernise[réf. souhaitée].

#### La fin de la féodalité et du shogunat
Vers la fin de l'époque d'Edo,une guerre contre un nationaliste et un shogun débute et le système féodal est affaibli, ce n'est qu'à la démission du Shogun Tokugawa Yoshinobu et à la Restauration de Meiji, que le régime féodal est aboli et que l'empereur recouvre l'intégralité de ses pouvoirs[réf. souhaitée].
La fin de la féodalité est due à de nombreux changements ainsi qu'à la fin du shogunat. Des villes émergent, de nombreux commerces apparaissent et l'urbanisation est forte. La population, elle aussi augmente. La classe marchande et les bourgeois profitent tous deux de cet essor. On voit aussi une alphabétisation et les idées nouvelles sont de plus en plus acceptées. La croissance économique est rapide, ce qui engage le pays dans un processus d'ordre et de progrès. Une œuvre d'unification et de pacification intérieures mettent l'économie féodale en déclin. Le Japon devient un espace économique d'un seul tenant. La politique est centralisée autour d'Edo (futur Tokyo) et elle préluda à l'unification économique. En résumé, c'est le début d'un état moderne[réf. souhaitée].

## Géographie

Carte des 63 provinces du Japon féodal.

Le Japon féodal est divisé en sept régions et est subdivisé en provinces :
Région de Hokurikudō
- Province de Wakasa
- Province d'Echizen
- Province d'Etchu
- Province d'Echigo
- Province de Sado
- Province de Noto

Région de Tōkaidō
- Province de Musashi
- Province de Sagami
- Province d'Izu
- Province de Suruga
- Province de Totomi
- Province de Mikawa
- Province d'Owari
- Province d'Ise
- Province de Kai
- Province de Kazusa

Région de Tōsandō
- Province d'Omi
- Province de Mino
- Province de Hida
- Province de Shinano
- Province de Kozuke
- Province de Shimotsuke
- Province de Mutsu
- Province de Dewa
- Province d'Hitachi
- Province de Shimosa

Le San'indo, dans le Nord de la grande île.
- Province de Tsushima
- Province de Nagato
- Province de Tango
- Province d'Inaba
- Province de Tanba
- Province de Tajima
- Province d'Iwami
- Province de Hoki
- Province d'Izumo

Région de Nankaidō
- Province de Kii
- Province d'Awaji
- Province d'Awa
- Province de Sanuki
- Province de Tosa
- Province d'Iyo

Le San'yodo, entre le San'in et le Nankai.
- Province d'Iga
- Province de Yamato
- Province de Bitchu
- Province de Yamashiro
- Province de Settsu
- Province de Kawachi
- Province de Bizen
- Province de Harima
- Province de Mimasaka

Région de Saikaidō
- Province de Chikuzen
- Province de Chikugo
- Province de Buzen
- Province de Bingo
- Province de Hizen
- Province de Higo
- Province de Hyuga
- Province de Satsuma
- Province d'Osumi
- Province de Tsukushi